# Минерална вата
Минералната вата е неорганичен материал, произведен чрез обработка на различни минерални суровини, който се използва за топлоизолация и звукоизолация и звукопоглъщане.
Минералните вати се делят основно на два големи вида – каменни и стъклени. Съществуват и други видове минерални вата, в зависимост от използваните изходни суровини или комбинации между тях.
Минералната вата се произвежда, като чрез специална технология се разтапя вулканична скала и други примеси при температура от около 1600 °C. От получената маса се изтегля нишка, най-често с дебелина 6-10 μm. Тя може да се импрегнира със специални минерални масла, които я правят хидрофобна и позволяват поетата вода да се изпарява и материалът да възстановява първоначалните си изолационни качества.